# Сајмон Сибаг Монтефјоре
Сајмон Џонатан Сибаг Монтефјоре (енгл. Simon Sebag Montefiore,  рођен 27. јуна 1965) је британски историчар, телевизијски водитељ и аутор популарних историјских књига и романа.

## Рани живот
Сајмон Сибаг Монтефјоре рођен је у Лондону. Отац му је био друштвени психотерапеут Stephen Eric Sebag Montefiore (1926–2014), праунук банкара Сир Joseph Sebag-Montefiore (1822–1903), нећак и наследник богатог филантропа Сир Moses Montefiore  који је сматран као „најважнији Јеврејин 19. века“. Симонова мајка била је Phyllis April Jaffé (1927–2019) из литванског огранка породице Јафе. Њени родитељи су побегли из Руског царства почетком 20. века. Купили су карте за Њујорк, али су преварени, те пребачени у Корк у Ирској. Због бојкота Лимерицка 1904. године њен отац Henry Jaffé напустио је земљу и преселио се у Њукасл на Тајну, Енглеска. Симонов брат је Хју Себаг Монтефјоре.
Породица Монтефјоре потиче из линије богатих Јевреја Сефарда који су били дипломате и банкари широм Европе и који потичу из Марока и Италије. Након што је издата уредба против Јевреја у Шпанији 1492. године, неки преци Монтефјоре остали су у земљи, док су остали потајно Јевреји. Током владавине Филипа II Шпанског, један од њих постао је гувернер провинције Мексико, где је њега и његову породицу потказао политички ривал, а инквизиција мучила. Две тинејџерке су живе спаљене у Мексико Ситију, док је син побегао у Италију и променио име у Монтефјоре.
Сајмон Сибаг Монтефјоре школовао се у школи Ludgrove School и у школи Harrow, где је био уредник школског листа The Harrovian. У јесен 1983. интервјуисао је Маргарет Тачер за The Harrovian. Победио је на изложби читања историје на Gonville and Caius College, Cambridge  где је и докторирао из филозофије (PhD).

## Каријера
Монтефјоре је радио као банкар, инострани новинар и ратни дописник који је извештавао о сукобима током пада Совјетског Савеза.
Монтефјореова књига Catherine the Great & Potemkin ушла је у ужи избор за награду Samuel Johnson, награду Duff Cooper и награду Marsh Biography Award. Књига Stalin: The Court of the Red Tsar (Стаљин: Двор црвеног цара) освојио је титулу Историјска књига године на додели награда British Book 2004. Млади Стаљин освојио је награду LA Times за најбољу биографију, награду Costa Book, награду Bruno Kreisky за политичку књижевност, Le Grand Prix de la Biographie Politique и ушао је у ужи избор за награду James Tait Black Memorial. Јерусалим: Биографија је била прва књига не-фантастична бестселер Sunday Times-а и глобални бестселер и добила је награду Јеврејска књига године од Савета јеврејске књиге. Његова најновија књига са историјском темом је The Romanovs, 1613–1918 (Романови: 1613–1918).
Монтефјореов деби роман King's Parade објављен је 1991. године. The Spectator је књигу назвао „срамотном“ и „крајње глупом“. Монтефјоре је такође аутор романа Једне зимске ноћи  и Сашењка. Једне зимске ноћи освојила је награду за политички роман године  и ушла у ужи избор за Орвелову награду. Члан је Краљевског друштва за књижевност и гостујући професор хуманистичких наука на Универзитету у Бекингему.

## Лични живот
Монтефјоре живи у Лондону са супругом, романописцем Санта Монтефјоре и њихово двоје деце.

## Филмови и ТВ драмске серије
Неколико Монтефјореових књига адаптира се као филм или ТВ драмска серија. У фебруару 2017. године Анђелина Џоли је објавила да спрема Катарину Велику и Потемкина Симона Себага Монтефјореа са Universal Studios-ом. Такође почетком 2017. године, филмски студио Lionsgate Films објавио је да је купио Монтефјореов Јерусалим: Биографија како би га претворио у дуготрајну вишеепизодну ТВ драмску серију која ће бити "вођена ликовима, акцијама испуњена причом о рату, издаји, вери, фанатизаму, клањем, прогоном и суживотом у универзалном светом граду кроз векове“. Монтефјоре је то упоредио са "Игром престола". Сценариста и режисер филма Neil Jordan придружио се пројекту адаптације књиге за телевизију, а такође ће бити и продуцент. У априлу 2016. године 21st Century Fox објавио је да је његов анимирани одељак Blue Sky Studios, ствараоци серије "Ледено доба", купио Краљевске зечеве у Лондону, дечију серију књига које су написали Монтефјоре и Санта Монтефјоре, да би направили анимирани филм. У јулу 2018. објављено је да је сценариста Will Davies придружен пројекту за адаптацију књиге за екран. Такође у јулу 2018, објављено је да су Hat Trick Productions преузели иницијативу како би Монтефјореов роман Једне зимске ноћи, направили ТВ адаптацију.

## Коментари
Последњу Монтефјореову нефиктивну књигу The Romanovs 1613–1918 (Романови : 1613-1918) (2016) познати шведски историчар Dick Harrison оптужио је да садржи неколико историјских грешака. Међутим, такође је добио много повољних критика. Olga Grushin из New York Times-а приметила је да је књига „. . . Ово монументално дело је суштински додатак библиотеци свих заинтересованих за руску историју “. Stephen Kotkin из Wall Street Journal-а похвалио је књигу и приметио да „Ниједан аутор не пише боље од Монтефјореа чија су перцептивност и портретирање овде често узвишени... чудесно читање и задња трећина од fin de siecle лудила до револуционарне катаклизме је  Историчар Antony Beevor приметио је да је књига пружила „Епску историју у највећим размерама“. Џон Кампфнер је за The Observer описао Монтефјореову књигу као „Закивање ... истраживање је педантно, а стил плени “.

## Рецензије фикције
Монтефјоре је написао московску Трилогију измишљених трилера, смештену у Русију. Они су добили позитивне критике. Сашењку (2008) је Washington Post описао као „Сашењка је историјска особа са епским замахом холивудског филма. Монтефјоре је природни приповедач који своја енциклопедијска знања из историје Русије оживљава језиком који блиста попут леда Санкт Петербурга “. Wall Street Journal је похвалио „Овај врхунски роман. Сашењка је незаборавна. Инспиришући. Монтефјоре доказује да без премца приповедача, прозне муке и прецизности. " 
Једне зимске ноћи (2013) The Guardian је описао као "захватан трилер о приватном животу и песничким сновима у Стаљиновој Русији . . . Упечатљив пејџер. . . Било да је његов предмет моћ или љубав, мрачно угодно штиво." 
Последњи роман у трилогији, Небо у подне црвено (Red Sky at Noon)(2017), The Times  је назвао "дубоко задовољавајућим странцем - митским и убилачким" и "сјајним на више нивоа"... нуди историјску тачност, фину емпатију за његове ликове и причу која осветљава оперску трагедију Стаљинове Русије" из Booklist-а.

## Књиге

### Документарна књижевност
- Catherine the Great and Potemkin (Катарина Велика и Потемкин) (2001)
- Stalin: The Court of the Red Tsar  (Стаљин: Двор Црвеног цара) (2003)
- Young Stalin (Млади Стаљин) (2007)
- Monsters: History's Most Evil Men and Women (Чудовишта: Најопакији мушкарци и жене у историји) (2008)
- Jerusalem: The Biography (Јерусалим: биографија) (2011)
- Titans of History (2012)
- The Romanovs 1613–1918 (Романови 1613–1918) (2016)

### Фикција
- King's Parade (1991) [36]
- My Affair with Stalin (Моја афера са Стаљином) (1997) [37]
- Sashenka (Сашењка) (2008)
- One Night in Winter (Једне зимске ноћи) (2013)
- Red Sky at Noon (Црвено небо у подне) (2017)

### Књиге за децу (са Санта Монтефјоре)
- Royal Rabbits of London  (Краљевски зечеви у Лондону) (2016)
- Royal Rabbits of London: Escape from the Tower (Краљевски зечеви у Лондону: Бекство из куле) (2017)

## Телевизија
- Јерусалим: Стварање светог града, серија од 3 дела, 8. децембар 2011. - 23. децембар 2011.[38]
- Рим: Историја вечног града, серија од 3 дела, од 5. до 19. децембра 2012.[39]
- Византија: Прича о три града, серија из 3 дела, 5. децембар 2013. - 19. децембар 2013.[40]
- Крв и злато: Стварање Шпаније, серија од 3 дела, 8. децембар 2015. - 22. децембар 2015.[41]
- Беч: Царство, династија и сан, серија од 3 дела, 8. децембра 2016. - 22. децембра 2016.[42]

## ЦД-ови
- Говори који су променили свет

## ДВД
- Јерусалим: Стварање светог града,BBC, 2011 [43]
- Византија и историја вере